# Geertrui Charpentier
Gertrudis Maria Ludgardis (Geertrui) Charpentier (Waalwijk, 17 maart 1930 – Amsterdam, 9 maart 2012) was een Nederlands beeldhouwer, schilder en tekenaar.

## Leven en werk
Geertrui Charpentier behaalde de tekenacte op de Tilburgse Academie voor Beeldende Vorming en kreeg les van Jan Gregoor en Albert Troost. In 1961 ontving ze de aanmoedigingsprijs van de stad Eindhoven. Ze trouwde met Lambert Tegenbosch (1926-2017), kunstcriticus voor de Volkskrant.
Charpentier maakte kleinplastiek en daarnaast onder meer schilderijen, aquarellen, tekeningen, gouaches en lino- en houtsneden van mensen en dieren. Ze debuteerde als exposant in 1962 in de Krabbedans in Eindhoven. De media waren positief over haar werk en het feit dat ze dit wist te combineren met het huishouden en haar vijf kinderen. In 1964 sloot Charpentier zich aan bij ILO '64, waarmee ze exposeerde bij Panorama Mesdag, Teekengenootschap Pictura en Galerie Fenna de Vries. Tot deze groep van figuratieve kunstenaars behoorden Kor Bekker, Lucie van Duijn, Jan Kuiper, Paul Louwers, Bouke Ylstra en Aart van den IJssel en zijn echtgenote Ruth Salinger. Charpentier illustreerde een aantal boeken, waaronder Romaans (1994) van Paul de Vaan (uitgave van De Zolderpers, Vught) en van Huub Oosterhuis Aangenomen vader (1990), Mens op aarde (2000), Om liefde (2001) en Op dood en leven (2002).
Charpentier overleed op 81-jarige leeftijd en werd begraven op De Nieuwe Ooster in Amsterdam.
- Digitale Bibliotheek voor de Nederlandse Letteren: char041
- International Standard Name Identifier: 0000 0003 8174 904X
- Nederlandse Thesaurus van Auteursnamen: 071648089
- RKD-Nederlands Instituut voor Kunstgeschiedenis: 16467
- Virtual International Authority File: 261668388
- WorldCat: E39PBJgd9wYC3TDptg69M6vyh3